# Gyrth Godwinson
Gyrth Godwinson, in inglese antico Gyrð Godƿinson (1032 circa – 14 ottobre 1066), fu il quarto figlio di Godwin del Wessex, e fratello minore di Aroldo II d'Inghilterra, e dunque appartenente alla dinastia di Godwin.

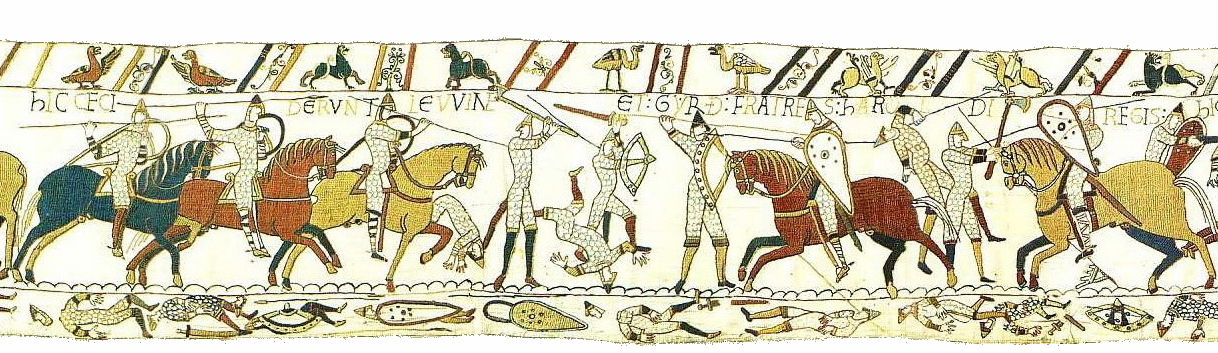
Gyrth e la morte di suo fratello nella battaglia di Hastings, scena 52 dell'arazzo di Bayeux.

Andò con il fratello maggiore Sweyn in esilio nelle Fiandre nel 1051, ma a differenza di Swegen riuscì a tornare con il resto del clan l'anno successivo. Insieme ai suoi fratelli Aroldo e Tostig, Gyrth era presente sul letto di morte di suo padre.

## Biografia
Dopo la morte di suo padre, nell'aprile del 1053, i membri della dinastia Godwinson riuscirono a mantenere la loro presa sull'Inghilterra. Aroldo ereditò il titolo di earl del Wessex e divenne secondo più potente del regno, secondo solo al re. Secondo la Vita Ædwardi regis, Gyrth fu nominato dal fratello earl di Norfolk, poi earl dell'Anglia orientale quando il precedente earl, Ælfgar, venne esiliato; fu anche earl di Cambridgeshire e Oxfordshire. Gyrth ebbe tali titoli tra il 1055 e il 1057. Insieme al fratello Leofwine, earl del Kent, dell'Essex, del Middlesex, di Hertfordshire, di Surrey e probabilmente di Buckinghamshire, i Godwinson ora controllavano l'intera Inghilterra orientale.
Secondo Orderico Vitale e Guglielmo di Malmesbury, Gyrth tentò (in modo inefficace) di impedire ad Aroldo di comandare l'esercito destinato a scontrarsi con Guglielmo in Normandia, dicendo che invece poteva guidare lui le forze inglesi in modo che il fratello non fosse accusato di spergiuro per aver violato il giuramento fatto a Guglielmo. Aroldo, tuttavia, ignorò il consiglio del fratello. Gyrth combatté e fu ucciso nella battaglia di Hastings insieme ai suoi fratelli Aroldo e Leofwine. Secondo il Carmen de Hastingae Proelio e il Roman de Rou, morì combattendo in duello contro Guglielmo, ma l'arazzo di Bayeux non rileva l'identità del cavaliere che lo trafigge con la lancia

## Cultura di massa
Gyrth è stato interpretato dall'attore Malcolm Webster nel film in due parti della BBC Conquest (1966), parte della serie Theatre 625.

## Ascendenza
|                       |                  |                             | Genitori |  |  | Nonni |  |  | Bisnonni |  |  | Trisnonni |  |
|                       |                  |                             |          |  |  |       |  |  | …        |  |  | …         |  |
|                       |                  |                             |          |  |  |       |  |  | …        |  |  | …         |  |
|                       |                  | …                           |          |  |  |       |  |  | …        |  |  |           |  |
| Wulfnoth Cild         |                  |                             |          |  |  |       |  |  | …        |  |  |           |  |
|                       |                  | …                           | …        |  |  |       |  |  |          |  |  |           |  |
|                       |                  | …                           | …        |  |  |       |  |  |          |  |  |           |  |
|                       |                  | …                           | …        |  |  |       |  |  |          |  |  |           |  |
| Godwin del Wessex     |                  | …                           |          |  |  |       |  |  |          |  |  |           |  |
|                       |                  | …                           | …        |  |  |       |  |  |          |  |  |           |  |
|                       |                  | …                           | …        |  |  |       |  |  |          |  |  |           |  |
|                       |                  | …                           | …        |  |  |       |  |  |          |  |  |           |  |
| …                     |                  | …                           |          |  |  |       |  |  |          |  |  |           |  |
|                       |                  | …                           | …        |  |  |       |  |  |          |  |  |           |  |
|                       |                  | …                           | …        |  |  |       |  |  |          |  |  |           |  |
|                       |                  | …                           | …        |  |  |       |  |  |          |  |  |           |  |
| Gyrth Godwinson       |                  | …                           |          |  |  |       |  |  |          |  |  |           |  |
|                       | Styrbjörn Starke | Olof (II) Björnsson         |          |  |  |       |  |  |          |  |  |           |  |
|                       | Styrbjörn Starke | Olof (II) Björnsson         |          |  |  |       |  |  |          |  |  |           |  |
|                       | Styrbjörn Starke | Ingeborg Thransdotter       |          |  |  |       |  |  |          |  |  |           |  |
| Thorgils Sprakalägg   | Styrbjörn Starke |                             |          |  |  |       |  |  |          |  |  |           |  |
|                       |                  | Tyri di Danimarca (Fatata?) | …        |  |  |       |  |  |          |  |  |           |  |
|                       |                  | Tyri di Danimarca (Fatata?) | …        |  |  |       |  |  |          |  |  |           |  |
|                       |                  | Tyri di Danimarca (Fatata?) | …        |  |  |       |  |  |          |  |  |           |  |
| Gytha Thorkelsdaettir |                  | Tyri di Danimarca (Fatata?) |          |  |  |       |  |  |          |  |  |           |  |
|                       |                  | …                           | …        |  |  |       |  |  |          |  |  |           |  |
|                       |                  | …                           | …        |  |  |       |  |  |          |  |  |           |  |
|                       |                  | …                           | …        |  |  |       |  |  |          |  |  |           |  |
| Sigrid del Halland    |                  | …                           |          |  |  |       |  |  |          |  |  |           |  |
|                       |                  | …                           | …        |  |  |       |  |  |          |  |  |           |  |
|                       |                  | …                           | …        |  |  |       |  |  |          |  |  |           |  |
|                       |                  | …                           | …        |  |  |       |  |  |          |  |  |           |  |
|                       |                  | …                           |          |  |  |       |  |  |          |  |  |           |  |